# Vintrosa
Vintrosa is een plaats in de gemeente Örebro in het landschap Närke en de provincie Örebro län in Zweden. De plaats heeft 1333 inwoners (2005) en een oppervlakte van 164 hectare.

## Verkeer en vervoer
Bij de plaats lopen de E18 en Länsväg 204.
De plaats had vroeger een station aan de hier opgeheven spoorlijn Örebro - Svartå.